# Гай Светоній Паулін
Гай Светоній Паулін (11 — після 69) — політичний та військовий діяч ранньої Римської імперії, намісник Римської Британії у 59—64 н. е. під час великого Повстання Боудіки (61 н. е.), яке він успішно придушив. Консул 66 року.

## Життєпис

### Початок кар'єри
Походив з роду вершників Светоніїв. Про батьків мало відомостей.
У 41 році був призначений претором до провінції Мавретанії. Тут він придушив повстання місцевих племен й замирив у 42 році нещодавно створену провінцію.

### Намісник Британії
У 59 році його було призначено намісником провінції Британія. Своєю метою Светоній поставив захоплення північної частини острова. Він розпочав війну у сучасному Велсі, рушив до острова Мон (сучасний Англсі). Тут здолавши опір, підкорив місцеві племена у 61 році. Подальшому руху римського війська завадило велике повстання на чолі із Боудікою. У розпорядженні Светонія були XIV Парний та XX Переможний Валеріїв легіони, інші: IX Іспанський — стояв біля Лінкольна, II Августів — біля Глостера.
Светоній рушив на допомогу Камулодуну (сучасний Колчествер), головному місту провінції, та Лондініуму (сучасний Лондон). Туди ж спрямував свій легіон й Квінт Петіллій Церіал, легат IX Іспанського легіона. Легат II Августова легіона, Пеній Постум, відмовився йти на з'єднання із Светонієм. Светоній з невеликим загоном підійшов до Лондініуму, коли дізнався про знищення IX легіона. Римський військовик не мав достатніх сил для захисту Лондініуму, тому відступив до головних римських військ, що призвело до знищення Лондінуму.
Вирішальна битва поміж римлянами на чолі Светонієм (10 тисяч вояків) та бритів на чолі із Боудікою (80 тисяч вояків) біля сучасного містечка Врокстера. У запеклій битві Светоній зламав ворожі потуги, знищивши практично усе військо бритів. Після розгрому основних сил повстанців Светоній почав жорстко придушувати інших невдоволених, чим викликав новий спротив. Зрештою з метою замирення Британії за порадою прокуратора Гая Юлія Альпіна Классіціана імператор Нерон змінив Гая Светонія на Публія Петронія Турпіліана.

### Подальша кар'єра
У 64 році отримав призначення до Германії. Тут Светоній також суворими заходами придушував найменше невдоволення римською владою. Зрештою у 66 році був повернутий до Риму. Цього ж року його було обрано ординарним консулом разом з Гаєм Лукцієм Телезіном.
Під час громадянської війни 68—69 років підтримував імператора Отона. Біля м. Кремона завдав поразки Авлу Цецині Алієну, військовику Авла Вітеллія. Втім Светоній заборонив переслідувати ворога. Це викликало підозру з боку Отона. Зрештою останній зазнав поразки при Бедріаці. При цьому Светоній потрапив у полон до Вітеллія, який відпустив Пауліна в обмін на обіцянку не воювати проти нього. Після цього Гай Светоній вів приватне життя. З того часу про його подальшу долю згадок немає.

## Творчість
Під час служби у Мавританії Светоній став першим римляном, який перетнув Атлаські гори. При цьому Светоній склав опис їх та значної частини Мавретанії. Хоча цей звіт не зберігся, ним користувався Пліній Старший.